# Lasy Sękocińskie

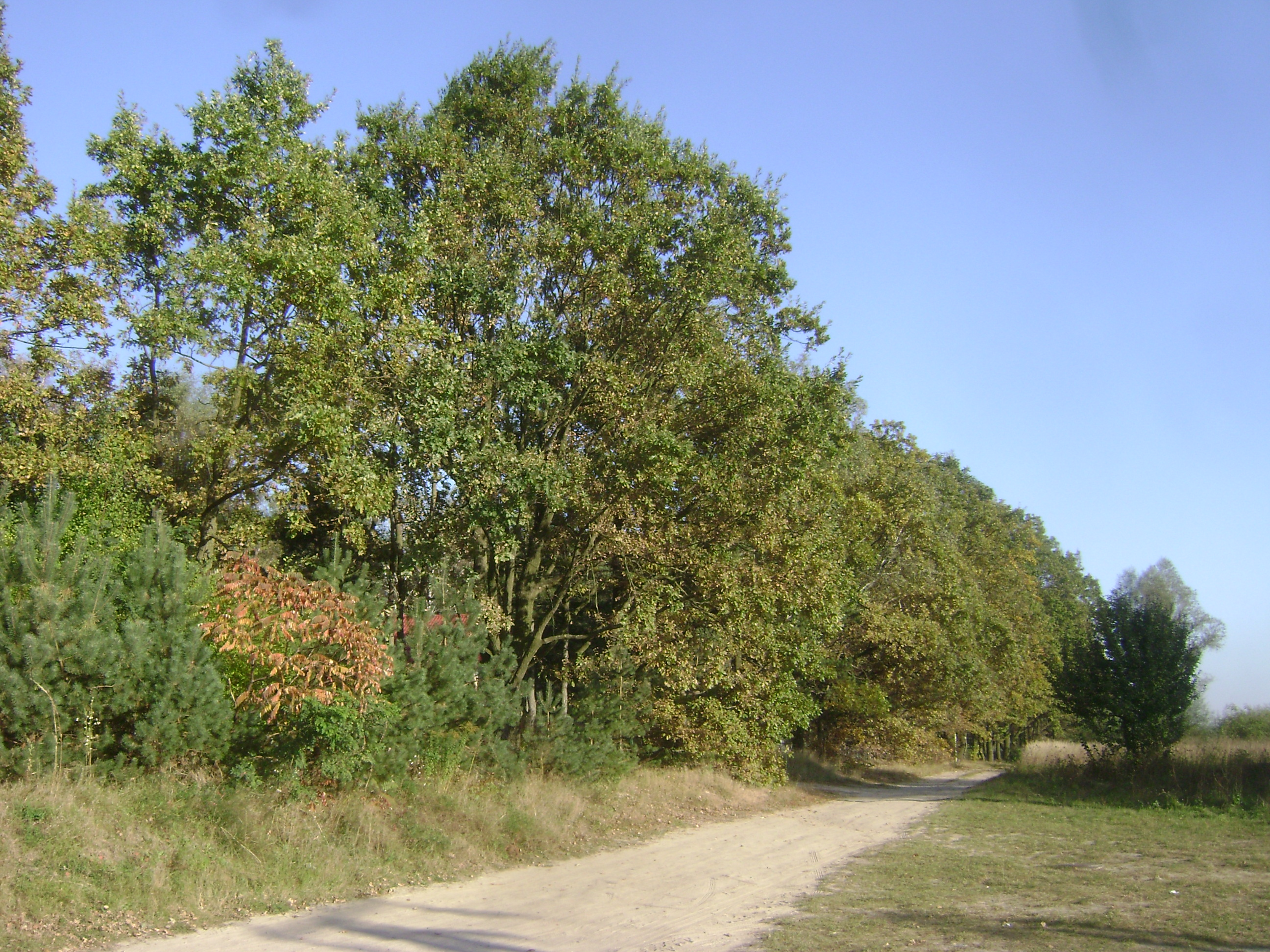
Lasy Sękocińskie, Magdalenka

Lasy Sękocińskie – kompleks leśny położony w województwie mazowieckim, na pograniczu Równiny Łowicko-Błońskiej i Równiny Warszawskiej, na południe od rezerwatu przyrody Stawy Raszyńskie, na wschód od Lasów Nadarzyńskich. Na wschód sięgają osady Borowina, a na zachód do wsi Paszków. Długość pasa leśnego wynosi ok. 8 km, szerokość nie przekracza 3 km. Środek lasów przecina droga krajowa nr 7, przy jej skrzyżowaniu z drogą wojewódzką nr 721 znajduje się Instytut Badawczy Leśnictwa.

## Opis
Drzewostan stanowi bór mieszany świeży, dominującym gatunkiem jest sosna pospolita, w zachodniej części w dolinie Utraty liściasty m.in. dąb, grab, olcha, osika, modrzew, świerk i brzoza. Występuje gęsty i bogaty podszyt z leszczyną, jarzębiną, trzmieliną i jałowcem, w runie borówka czernica, mchy rokiet i widłoząb, konwalijka dwulistna, konwalia majowa, malina kamionka, poziomka, pszeniec gajowy, paproć orlica, trzcinnik, śmiałek darniowy, szczawik i borówka brusznica. Na podmokłych terenach sarny i dziki. Rzeka Utrata nawadnia liczne stawy rybne. We wschodniej części wieś Magdalenka, w niej pomnik egzekucji 223 więźniów Pawiaka straconych 28 maja 1942.